# Глевенко, Кондратий Степанович
Кондратий Степанович Глевенко (1881 — ?) —  земский учитель, эсер, член Всероссийского учредительного собрания.

## Биография
Родился в крестьянской семье в местечке Новый Буг Херсонского уезда. Служил земским учителем. 
Член партии эсеров. Состоял под полицейским надзором с 1905 года.  Участвовал в организации крестьянских союзов, избран секретарём Херсонского союза учителей. Имел связи с боевой организацией партии социалистов-революционеров. В 1907 был арестован, приговорён к ссылке в Архангельской губернии, из ссылки бежал. В 1909 снова арестован в Николаеве, на этот раз выслан в Тобольскую губернию. 
В 1917 году был делегатом III съезда партии социалистов-революционеров, вошёл в партию левых эсеров. Был председателем уездной земской управы, гласным Херсонской  городской думы. 
В конце 1917 года был избран во Всероссийское учредительное собрание в Херсонском губернском избирательном округе  по списку № 4 (Совет крестьянских депутатов, эсеры, украинские эсеры, Объединённая еврейская социалистическая рабочая партия). Участвовал в заседании Учредительного собрания 5 января 1918 года. 
Во время краткого сотрудничества левых эсеров с большевиками 27 мая 1918 вместе с другими представителями партии,  В. Я. Безелем, А. Н. Владимирским, В. О. Зиттой и А. А. Толчинским, был направлен ЦК ПЛСР(и) для работы в коллегию Наркомата земледелия. 
Дальнейшая судьба и дата смерти неизвестны.

## Семья
- Жена — ?
  - Дети — ?